# 愛心盃
台灣『愛心盃』職業圍棋賽，2007年開辦，台灣棋院主辦。2007年周俊勳奪得台灣首個世界圍棋冠軍（LG盃）後，台灣棋院的房東主動降低房租，以行動支持圍棋推展．台灣棋院以省下的房租開辦愛心盃，首屆以快棋賽面世，次屆改為一般盃賽。

## 賽制
- 決賽：採三局二勝制(三番決勝)。
- 本賽：採單敗淘汰制。
- 預賽：無
- 規則：採比目法，黑先貼6.5目
- 時限：基本時限二小時，讀秒三次，每次一分鐘

## 歷屆愛心盃冠軍
| 屆次 | 年份   | 冠軍       | 比數 | 亞軍       | 四強                   | 備註 |
| ---- | ------ | ---------- | ---- | ---------- | ---------------------- | ---- |
| 1    | 2007年 | 周俊勳九段 | 1-0  | 林至涵八段 | 張哲豪二段、余正麒初段 |      |
| 2    | 2008年 | 林書陽五段 | 2-0  | 張哲豪三段 | 余正麒二段、陳永安六段 |      |
| 3    | 2009年 | 陳詩淵八段 | 2-0  | 蕭正浩六段 | 張正平二段、林修平二段 |      |
| 4    | 2010年 | 林至涵九段 | 2-1  | 周俊勳九段 | 張哲豪三段、陳詩淵八段 |      |
| 5    | 2011年 | 蕭正浩七段 | 1-0  | 林修平四段 | 林立祥四段、林至涵九段 |      |

## 賽事沿革
- 2007年 第一屆 周俊勳奪LG冠軍效應，台灣棋院房東主動降房租支持圍棋推展，台灣棋院以節約的成本創辦首屆愛心盃
- 賽制
  - 決賽：採一局決勝。
  - 本賽：採單敗淘汰制。
  - 預賽：無
  - 規則：採比目法，黑先貼6.5目
  - 時限：基本時限10分鐘，讀秒三次，每次30秒
  - 2007/11/13開賽

- 2008年 第二屆
- 賽制
- 決賽：改採三局二勝制(三番決勝)。
- 時限：改為慢棋賽，基本時限二小時，讀秒三次，每次一分鐘
  - 採單敗淘汰制
  - 2007/11/25開賽